# 达氏七鳃鲨
达氏七鳃鲨（学名：Heptranchias dakini）为软骨鱼纲六鳃鲨目六鳃鲨科七鳃鲨属的鱼类。该物种主要分布于澳大利亚以及南海、东海等海域。该物种的模式产地在澳大利亚。